# 2018年高雄市長選舉爭議事件
2018年高雄市長選舉風波及爭議事件，列舉2018年中華民國地方公職人員選舉中，高雄市市長選舉之中國國民黨侯選人韓國瑜與民主進步黨侯選人陳其邁及其競選團隊與支持者的相關事件。

## 韓國瑜陣營

### 政見爭議

#### 兩岸政策
民進黨提名的候選人陳其邁詢問他是否依據前總統馬英九提出「不排斥統一」的兩岸政策或以九二共識為主導高雄經濟。韓國瑜回應：「整個南台灣最不需要的就是統獨問題，尤其是高雄，不要再談政治。」
而韓國瑜在競選期間的辯論便宣佈支持九二共識。

#### 集會結社
在網路政論訪談中表示若當選為高雄市長，一律禁止高雄街頭出現任何關於政治、意識型態的抗議或請願，後改口「不能超越憲法」，不能明文規定，只能道德勸說。對此，陳芳明表示，他覺得很可怕，十分擔心如果韓國瑜當選，高雄立即淪陷。屈緒文認為，韓國瑜偏向重視金錢而輕視自由，乃嚴重錯誤，並且違反羅爾斯之正義原則。

#### 人口願景爭議
韓國瑜喊出10年內，要讓高雄市人口成長到500萬人。此話一出受到許多人質疑，韓國瑜澄清說這是一個願景，「高雄人口為何不能從400萬成長到500萬？」受質疑韓國瑜不知道高雄當前的人口總數是277萬，韓國瑜陣營解釋是口誤，之前多次講過高雄市人口有277萬網友整理10月30日北漂青年餐會談話逐字稿「現在我們只有277萬。」並認為他當時是說「衝400萬到500萬」。針對韓國瑜要讓高雄十年內人口從277萬成長到500萬人的政見，逢甲大學都市計畫系教授劉曜華說，從都市計畫的角度來看，高雄要容納這個人口數，必須多蓋上百萬間房子以及其他各問題，認為韓國瑜不做功課就以台北及新北市的標準在中南部空口說白話。

#### 議員配合款
韓國瑜建議重新編列議員配合款（議員工程配合款）的政見，陳其邁以該制度有財政資源破碎化、違反政府採購法等風險，並造成齊頭式平等等弊端而不支持。

#### 文教觀光
旗津“蓋賭場”
韓國瑜提出聯合高雄籍立法委員促成旗津區適用離島建設條例，使其全島免稅，並提及博弈事業。民進黨立委吳玉琴、吳焜裕、陳曼麗、旗津居民與反賭聯盟反對，對於渠等反賭訴求，韓國瑜表示尊重，並願意與陳其邁一起參加該聯盟的公開辯論，討論旗津未來發展，并表示未曾說過要開設賭場。
母語教學
他認為學生的母語教學應由家長自行在家教學，並主張在學校推行中、英雙語教學，另外，警察和公務員升遷要加考英文檢定且公文書採中英文並列。
愛情產業鏈
韓國瑜在觀光方面政見，還有為了吸引人潮，帶動經濟，欲敬邀迪士尼樂園到高雄建立遊樂園，並在愛河河畔興建巨型摩天輪「愛情摩天輪」，韓在此政見發表會上宣布，歡迎亞洲年輕人至高雄度蜜月，並請「高雄所有『漂亮的小姐』、『沒結婚的』，一個一個（對單身觀光客）拋繡球，一分鐘就可以結婚」。韓國瑜也表示，會準備基督教、天主教、佛教等各種宗教的結婚儀式。民主進步黨反對此政見。 陳宜民說，由此可見韓國瑜並非真心想要參選高雄市長，否則恐讓高雄市變成「愛情動作片」、「驚悚片」及賭場的發源地，讓高雄市變得又「黑」又「黃」。 隨著此政見引起批評聲浪，但韓國瑜仍然堅持，當選市長後，將發展愛情產業鏈，推出包裝愛河相關觀光產業，如摩天輪、婚紗業、婚禮慶典、愛情故事等。2018年11月7日，韓國瑜再度表示：「愛情摩天輪真的做起來，一定會轟動全台灣、全亞洲。我11月19號辯論會再進一步闡述。」

#### 財經交通
韓國瑜提出開發太平島石油、可燃冰並發行太平島股票的概念，為當時中央執政的民主進步黨反對。韓其後又表示，他只是要做「可行性評估」。他認為目前高雄興建中的環狀輕軌第二階段應立即停工，等到新任市長廣徵民意後再判斷是否要繼續興建。
其他政見有：領導招商引資小組推動「南南合作」：爭取商品打入中國大陸南方市場及東南亞市場；發展旅遊產業鏈：推動國際醫療美容（國際掛牌價：治療鼻咽癌120美金、乳癌200元美金、割雙眼皮50元美金，然而這引起醫界批評不尊重專業，陳其邁也指出，韓國瑜把重症醫療跟觀光醫療混淆了，凸顯此政見內容空虛）、推動愛情產業、地方特色旅遊；升級高軟園區，整合港都空海優勢，提升高科技產業發展；優化整體高雄交通網路：改善轉乘接駁，規劃完善捷運網，強力推動「路平專案」；集校區、社區、警區三區力量，聯手防治毒品問題；成立「青年局」，催生100億元新台幣青年創業基金。發展托育、扶老的照護產業，解決育兒養老問題；改善空污、水質：監督燃煤品質，優化水質。

#### 競選口號爭議
「貨出得去，人進得來，高雄發大財」、「打造高雄成為全台首富」是韓國瑜競選2018年高雄市長期間喊出的口號，聯合報認為這是韓國瑜「說話直白，化繁為簡」的特質，能讓支持者快速琅琅上口，也有利於使其政見快速流傳，讓一般市井小民能迅速獲悉韓國瑜的政見，但事後發現完全不可行且空洞而使韓國瑜獲得草包的稱號。 但陳昭南認為，韓計畫走回太陽花學運反對之「依賴中國來振興台灣經濟」模式，擔憂「大陸讓利、派系產銷、高層買辦」可能再現，且中美貿易戰完全爆發前夕做這樣的決策反而不利於高雄。

#### 北漂
韓國瑜用「北漂」來形容高雄因為缺乏就業機會使得大量高雄年輕人必須自高雄市北上到北方縣市找工作的現象。經媒體報導引發廣泛討論。
韓國瑜及國民黨議員等試圖將「北漂」的現象歸咎於民進黨在地方長期執政，藉以爭取在地民眾的呼應與支持。

### 候選人爭議

#### 北農任職期間
2018年6月1日，國民黨台北市議員陳重文指吳音寧業務推廣費過高與送洋酒，其後牽扯出案外案。
2018年6月6日，議員王世堅於議會總質詢指控，北農前總經理韓國瑜任內購買數十萬元洋酒，才是以業務費買洋酒最多的人。
2018年6月14日，台北地檢署偵辦韓國瑜菜蟲案、吳音寧贈菜案。13日以「他字案」被告身分傳訊北農現任總經理吳音寧到庭，14日傳訊北農前總經理韓國瑜到庭。媒體據悉，因兩人為前後任北農總經理，熟悉業務交接流程，可互為兩人各自被告案子的證人。
2018年10月4日，韓國瑜被控菜蟲案，承辦主任檢察官除傳喚韓國瑜及相關證人到案外，另親自前往北農調取「異常區間交易的進貨量出貨量」等資料，進行分析以了解有無人為哄抬菜價及果價等不法情況；全案偵查1年多之後，查無韓國瑜涉及菜蟲案等不法的證據，已將此部分簽結。韓國瑜另被控未經北農董事會同意，擅自核發端午、中秋節獎金近八千萬元，涉違反公司法及刑法背信等罪，此部分仍由檢方偵辦中。

#### 年金改革
2017年2月16日韓國瑜跟陳庚金同台，在一旁的陳庚金要公務員「能撈就撈、能混就混」中國時報指出，因韓國瑜聽完陳庚金講話之後大笑、點頭、接頭交耳，被「綠營」指控韓認同發言、下指導棋，但韓國瑜在該場合表達他對年改的憂心：「立院若強行通過，他預判將來的軍公教警會『能撈就撈、能混則混』，因為政府對不起軍公教。」他主張:立院應延後六個月到一年再處理。前有一例一休強度關山造成社會問題，如果年改也強度關山，可以預見公務員「能撈就撈、能混就混」的現象發生，軍公教素質對全國民眾的服務必然下降。

#### 遭控黑道背景
旅美學者陳國霖在2004年於台灣出版的著作《黑金》一書描述黑道染指立法院並提及外省韓國瑜與同屬中國國民黨的林明義於1993年在立法院毆打時為立院民主進步黨幹事長陳水扁、謝長廷、蘇煥智等人之事件。資深文史作家管仁健指極具爭議性的韓國瑜、林明義及周書府（周錫瑋之父）都被稱為暴力型立委，不具任何農業產銷資歷，卻靠張榮味當上北農總經理。
2018年9月30日，一名網友在PTT八卦板爆料，以《你所不知道的韓國瑜》為標題，直指韓國瑜有黑道背景。但該帳號遭起底過去從未出現在八卦板發文，稍後另一名自稱是帳號原持有者的鄉民回文表示，這個帳號在4年前就被他賣掉了，不清楚使用買來的帳號撰文是何意，在網路上引起熱烈討論。
2018年10月1日，資深媒體人王瑞德與自由時報記者曾韋禎，指韓國瑜擔任台北縣議員時，在議會用保溫瓶砸首次政黨輪替的台北縣長尤清，還跳上前準備毆打他，並緊緊勒住尤清領帶。韓國瑜擔任立委期間幫黑道天道盟圍事，協助槍擊案兇嫌強押假槍手人頭頂罪，導致4名員警全被停職遭起訴。王瑞德聲稱：「當時我是主跑記者，這個案件只有很資深的記者才知道，韓國瑜說是樁腳找他幫忙，但其實他是僅憑道上朋友說法，就帶人去投案，身為立委卻完全沒有明辨是非，也沒有過濾！」「韓國瑜跟黑道走得太近，又迷信暴力問政的方式」。曾韋禎指韓國瑜當年耍流氓的暴力行徑比後來的統促黨還要張狂。
韓國瑜解釋：「小弟怕被刑求所以拜託他一起去，過了25年，我也還是不知道許天德是誰。」同日晚間，韓國瑜親上火線，在三立新聞台政論節目中自清，一輩子不曾參予幫派，更不曾有過恐嚇取財、組織犯罪、教唆殺人等，並表示已請律師研擬進入司法程序，如有任何人能提出證據，證明參予幫派或其他上述犯罪，將退出高雄市長選舉。

### 選舉發言爭議

#### 指責高雄又老又窮
韓國瑜指出，高雄的經濟遭到宮刑。民進黨高雄市議員康裕成則表示，高雄在過去二十年中正在彌補國民黨中央政府長年重北輕南累積而來的南北差距。
2018年4月，韓國瑜因高雄人口老化、負債全國第一，並依意識形態而處於政治鬥爭中，故形容高雄「又老又窮」。此觀點被陳嘉行(momo親子台—焦糖哥哥)、網友、高雄市政府前觀光局長曾姿雯等人質疑。三立新聞則獨家報導韓國瑜亦認為高雄「又老又醜」。其後，韓國瑜亦表示，他認為台南市、嘉義縣也「又老又窮」。前中華民國總統馬英九也在同年批評屏東縣在民進黨的長期執政之下，人口外流、產業衰退，認同韓國瑜所說的「民進黨把高雄變得又老又窮」。
2018年10月29日，「韓流」效應席捲全台，中國國國民黨苗栗縣長候選人徐耀昌，與高雄市長候選人韓國瑜同框拍攝競選宣傳影片，韓肯定徐達成了幾乎不可能的任務，就像很會拚經濟的魔術師之手；於嘉義，韓國瑜幫中國國國民黨嘉義縣長參選人吳育仁助選發言說，嘉義縣也是又老又窮、已不欠民進黨；30日於台南，韓國瑜幫中國國國民黨台南市議員候選人謝龍介造勢說高雄變的又老又窮，台南也有類似困境；後遭諷又老又窮選擇性發言自助餐。

#### 民調羅生門
2018年9月中，國民黨政治人物多次表示在國立成功大學民調中，與陳其邁呈「五五波，已經領先一點點」，韓國瑜之後轉述此事。時任國民黨主席吳敦義提到此事「非常具有指標性」。韓國瑜本人相信該民調客觀、公正，成大卻否認該校做過民調，韓對此感到錯愕。
許崑源後來表示，民調來源為其友人認識的成大教授。陳其邁陣營認為該民調為假民調，民主進步黨並以此民調未載明抽樣方式、母體數、樣本數及誤差值等資料，違反選罷法規定，向高雄市選舉委員會檢舉。
9月底，《聯合報》公布民調，民進黨高雄市長參選人陳其邁獲得34％選民的支持，另外有32％支持國民黨候選人韓國瑜，支持度難分軒輊。不過，在看好度方面，有42％民眾看好陳其邁，勝選機會比率較顯著高於韓國瑜的19％。該民調在95％的信心水準下，抽樣誤差在正負3.0個百分點以內。

#### 在造勢場合演唱夜襲
韓國瑜11月在旗山區舉行2018高雄市長選舉造勢晚會，韓國瑜進場時，其支持者高唱歌詞包含「手握刀槍，鑽向敵人的心臟」的軍歌「夜襲」迎接，隨後韓國瑜又帶領全場支持者再唱一次，並在台上表示，當晚旗山造勢活動「夜襲」成功。 ，這一系列的舉動激起了支持群眾的情緒、隔日中國國民黨台北市長候選人丁守中起而效尤，在鏡頭前高唱夜襲。對此，人本教育基金會譴責「夜襲」說法，發起『拒絕「夜襲」意識形態』連署，「到底為什麼選舉要選到號召群眾鑽向敵人的心臟？？」。陳其邁批評選舉不要弄得那麼殺戮，製造社會對立並不妥。台灣社、鄭南榕基金會、陳文成基金會、台灣教授協會、凱達格蘭學校等30多個團體連署抗議。
韓國瑜回應，選舉造勢晚會唱「夜襲」單純是就現場的氣氛及場景感受做描述，沒有傳遞任何意識型態，且這首歌是中華民國軍歌，代表的是一個時代的回憶，更是他用來追女友唱的情歌，他不管唱什麼歌，都會被批。身為國民黨黃國園黨部主委的備役少將北辰表示，若連唱都不行，是扼殺台灣民主價值。有網友在PTT揭露人本基金會創辦人史英為現任民進黨籍高雄市副長史哲之父，讓不少網友認為人本基金會此次連署為政治惡鬥。
對此，史英表示，可理解有些人擔憂參與反對夜襲連署會被抹黑為選舉造勢，但該說還是要說，否則公民社會就消失了，他的太太反對他出面，認為外界會質疑兒子史哲正在幫陳其邁助選，但他們父子關係是君子之交淡如水，多年不見，見到都是在街頭運動，太太問他「你發動連署，有跟史哲說嗎？」他反問：「難道我做任何事情要向他請示嗎？」他愛惜羽毛，但更愛是非、正義和良知，有必要再度喚起台灣社會良知。

#### PTT聯合媒體炒作疑雲
2018年10月16日，網友Ender5566表示自己找到韓國瑜女兒臉書並批評特權，無提供臉書，只有粉絲專頁。韓國瑜對此表示「因為她們覺得市政來講去問拍賣員做一個近距離的採訪，跟特權有什麼關係，沒有任何關係，她又不是來買賣水果的、買賣蔬菜的，都沒有啊，可以講從選舉的角度來看太沒有必要，希望他們能適可而止。」。、「對著我來就好」。韓國瑜一席話引起大家同情韓國瑜瞬間人氣飆漲。2018年10月16日，爆料網友Ender5566發文道歉。
19日，有網友發現，長期批判韓國瑜的PTT帳號「Ender5566」與另個宣稱是「Ender5566」分身且要為肉搜一事道歉的PTT帳號「iXXXXt」以及專門在PTT上發文誇讚韓國瑜的「dodXXXXoman」帳號均來自國內相同的9個IP位置。網友質疑這根本為同一人或同個組織在「自導自演」，目的是為韓國瑜製造話題，讓媒體可以大肆報導。20日，Ifault凌晨發文表示自己一人分飾多角。

#### 災後拍攝捐血行程說笑
2018年10月21日，普悠瑪翻車，韓國瑜在臉書開直播呼籲全民挽袖，不到一天獲得1.8萬個讚，事發隔天捐血中心就發出庫存足夠的聲明，韓國瑜22日仍維持行程前往捐血，並在上午對媒體發出採訪通知，「《為普悠瑪意外祈福，韓國瑜捐血相助》時間:今天下午2點，地點:前金捐血室」，到了中午發出通知，更改地點為高雄捐血中心，表示「因前金捐血室大爆滿了，造成不便，請見諒」。開始捐血時，面對護理師詢問身分，韓國瑜卻笑稱自己是陳其邁，讓護理師一時愕然，透過媒體鏡頭，引起部分網友批評，事後澄清是看到護士有點緊張，開個玩笑緩和氣氛。被提及姓名的陳其邁24日表示，想隨時拿我名字開玩笑無所謂，但不要在有災難的時候隨便開玩笑，這時機並不是一個好時機。

#### 白玉苦瓜、白玉蘿蔔
韓國瑜在旗山造勢說，當選後會把美濃的「白玉苦瓜」都銷出去，許多人聽得一頭霧水。美濃的名產名稱最接近「白玉苦瓜」的農產品是「白玉蘿蔔」，美濃並沒有產韓國瑜口中的「白玉苦瓜」。對此高雄市代理市長許立明指出，白玉蘿蔔是在地十幾年的打拼，點出韓國瑜不熟悉高雄地方事務的問題。韓國瑜表示是口誤有農民表示白玉苦瓜在美濃隔壁的杉林區。

### 團隊爭議

#### 指海音中心只能借厠所
2018年10月30日，國民黨高雄市議員候選人邱于軒在《關鍵時刻》節目中，批評海洋文化及流行音樂中心（簡稱海音中心）只會淪為借廁所場地，就算有演唱會，民眾也消費不起。事實上，當時高雄海洋文化及流行音樂中心主體建築仍在收尾階段，2018年底才會全部完工，暫定2019年底才會營運。

#### 吳敦義私人聚會影射陳菊肥豬
2018年11月17日，國民黨主席吳敦義南下高雄拜訪高雄市雲林同鄉會，為國民黨提名高雄市長候選人韓國瑜拉票。他為當年曾當他的副市長的黃俊英參選高雄市長，遭「1個查某人」偽造「走路工」事件而落選抱不平，直稱「真夭壽」，他不講那個人是誰，但補充說，「就肥滋滋，走起路像大胖母豬一樣」。影片台語略譯「那個查某人夭壽喔。我別說是誰，肥滋滋。肥滋滋，走起來就像一隻大肥豬一樣」。國民黨文傳會代主委唐德明，傍晚受訪表示，吳敦義談話並沒有指名道姓，一切都是媒體臆測連結，除非有人自動對號入座，否則國民黨對此事沒有評論。韓國瑜晚間在鳳山舉辦「超級星期六」造勢晚會，對於「母豬事件」，他發出新聞稿表示，他更希望幫忙他選情的人，同樣不要口出惡言，或是做出任何人身攻擊。國民黨台北市長候選人丁守中陣營，幕僚前立委孫大千晚間在「新聞深喉嚨」節目上表示「就算不能當補藥，至少不要當瀉藥。」，指吳敦義嚴重失言、要求道歉。晚間吳敦義臉書湧入大量韓國瑜支持者留言稱豬隊友。18日，吳敦義出席國民黨124周年黨慶，他受訪時表示他昨天那一席話，不是在一個公開群眾的場合講，是在一個1、20人的聚會，黃俊英是他長期的朋友，遭受假的走路工事件，以1114票落選抑鬱以終，「我內心中悲憤莫名」吳敦義也說，雖然有這樣的情緒，不管自己是指涉或是用形容詞，「我覺得都失言了，我覺得應該道歉」，並於向陳菊一鞠躬。他向陳菊或是任何被傷害的人，表示自己的歉意；不過對於外界批評他是豬隊友，他則表示，講錯話這是事實，但不要講「什麼」隊友，每場球賽都是投手、打擊手的團隊要合作，這是正常的事情。媒體詢問吳敦義是否有親自聯絡陳菊道歉？吳敦義說，鄭麗文已經代表他道歉，他剛剛也向陳菊鞠躬道歉了，為什麼還要聯絡她？

### 支持者爭議

#### 民間粉絲團關站與競選對手提告散播不實資訊事件
2018年10月15日，民進黨高雄市長候選人陳其邁競選辦公室律師團下午開記者會表示，帳號來自海外的「李榮貴」及韓國瑜粉絲團小編，他們透過長期以集團性、系統性的作為，在臉書塗鴉牆、「韓國瑜粉絲後援團 必勝！撐起一片藍天」等臉書公開社團，大量散播張貼誹謗陳其邁的文字，並捏造不實的假民調、假消息，嚴重侵害陳其邁的聲譽，例如「陳菊、陳其邁被曝：親信跟高雄政府承攬工程，資金達300多億。陳其邁回應：一切合法公平。」等言論，明顯違反刑法及選罷法，因而不得不採取法律行動。與其他網友無關，不會控告其他網友。目前已蒐證約20人，其中包含韓國瑜臉書粉絲團的小編，但目前均尚未提告。
2018年10月16日，於上午經網友指出「韓國瑜民間臉書粉絲團」該專頁被停權，遭網友批評不擇手段。下午自由時報報導，Facebook表示，該粉絲專頁並未違反Facebook社群守則，Facebook亦無對該粉絲專頁進行任何操作。陳其邁上午拜票呼籲，韓國瑜要正視這問題「要好好正視這種，不實的訊息，應該自己要能夠有所節制。」韓國瑜反擊，自己不斷承受抹黑，結果對手竟然向支持者採取司法行動，回嗆綠營選戰打得太低俗。「除了抹黑造謠之外，開始採取司法行動介入選舉，你想我韓國瑜真的吃素的嗎？我真的是不講話嗎？你再想想看我的個性，我可能是那種打不還手罵不還口的人嗎？」
2018年10月17日，韓國瑜競選團隊聲明稿坦承是自己關閉志工粉絲團。聲明稱『該粉絲團是幾個月前「善心人士提出警訊」，選前會有人操作攻擊志工，志工決定關閉粉絲團，兩周前提出申請，在關閉同時小編被民進黨提告，「讓事前的警訊成真」，並表示：「民進黨此殺一儆百之舉，造成韓國瑜支持者的譁然。」』。陳其邁競選辦公室發言人、立委趙天麟批韓國瑜陣營自始至終都知道是自己關站，卻利用陳其邁競辦日前對「韓國瑜粉絲後援會 必勝！撐起一片藍天」臉書社團小編提告時機點，自行關閉粉絲團，事後又出來惡意栽贓放任被綠色恐怖停權攻擊消息不斷放送，包括立委黃昭順還在網路指控是「戒嚴再現」，直到昨臉書聲明未對該粉絲團停權，今才發聲明是自己關閉。趙天麟強調被關閉的粉絲團換過無數次名字「韓國瑜粉絲團」、「韓多路志工團」、「韓國瑜民間粉絲團」根據日前媒體報導，該粉絲團聲稱一直都有獲得韓國瑜陣營的認證。韓國瑜競選團隊是透過國民黨主席吳敦義南部辦公室發出聲明稿，除坦承是自己關閉志工粉絲團，也重申所有關於競選政見與活動，「只有韓國瑜官網發布的訊息，方能代表候選人本人的言論立場。」。社會觀察家朱學恒批評陳其邁陣營有意聯手挾擊，以「高雄十常侍」形容他們。

#### 中國大陸網軍介入選舉
2019年6月26日，美國媒體《外交政策》刊出一篇專題報導，介紹韓國瑜由沒沒無聞到政壇明星的崛起，指韓國瑜去年4月宣布參選後，隔一天就有網軍成立臉書粉專，內容多是攻擊民進黨的文宣，其中不乏假新聞，多名創立者自稱是中國大陸科技公司騰訊的員工，更巧合的是，這些人在選後隔天就停止臉書活動。報導也引述學者及專家指出，這種網路間諜活動可以追溯到解放軍戰略支援部隊（SSF），且這也並非北京第一次試圖操縱台灣的社群媒體。文章內容提及，社群網站對助長韓國瑜聲勢幫助及大，其中一個非官方韓粉網站「韓國瑜粉絲後援團 必勝！撐起一片藍天」，專頁管理員全都有大陸網路公司任職的背景，追蹤調查發現，該粉專的6名管理員中，有3名創立人員都自稱是騰訊的員工，畢業於北京大學，其中兩人更自稱曾為許多處理公關的外國公司效力。之後有人指稱该文章只是讀者投書，又稱作者黃柏彰是民進黨黨工，立場偏頗。中央社透過電郵聯絡《外交政策》總編輯泰柏曼 (Jonathan Tepperman) ，說明台灣部分人士的質疑，並請他釐清6月26日文章的定位。泰柏曼回覆其杂志其實不會刊登讀者投書，该篇文章跟杂志内刊登的任何文章都經過同樣的編審程序。

## 陳其邁陣營

### 候選人爭議

#### 拒絕上「館長」直播
2018年10月，韓國瑜主動邀請館長陳之漢上直播，於Facebook以及金剛直播都錄得相當高收看人數以及熱度。館長表示願意邀請陳其邁，並推掉其他人士，但陳其邁以「應該要看政策的牛肉不是比肌肉」回應拒絕參與直播。選後社會觀察家朱學恒接受訪問時表示，整個泛綠陣營於選舉大敗，原因「跟網敵為敵等於與民為敵」，害怕了「敵性環境」不敢前往。

#### “耳機”疑雲
2018年11月10日，在高雄市長選舉公辦政見會中，有網友質疑陳其邁疑似在右耳戴了耳機，陳其邁陣營稱此不是事實，高雄市選舉委員會透過高雄市政府新聞局發佈訊息稱檢視錄影過程後，4位候選人均無帶耳機，並可以公佈全程錄影帶供全民檢視

### 競選發言爭議

#### 誤認吳子雲為日本人
2018年11月6日，筆名藤井樹的台灣作家吳子雲在臉書公開發文挺陳其邁，11月8日陳其邁參加市議員候選人郭建盟競選總部成立音樂會，在致詞時口誤將藤井樹說成「日本搬來台灣住的人」，後親自致電給吳子雲表達歉意。

### 團隊爭議

#### 邱議瑩陪睡門
2018年10月28日，一張流出LINE群組截圖上，立委邱議瑩在名稱為「道明...會」的Line群組中，直言「你要你的老婆讓韓國瑜睡一晚，當成是你提供了工作機會之後的報酬嗎？」引發爭議，起因為韓國瑜於10月11日出席「姊妹挺韓國瑜」成立大會致詞時曾表示，只要能來高雄投資，「如果有1千個工作機會，我就親你的臉一下；如果有1萬個工作機會，我就以身相許，晚上陪你睡覺。」事後韓國瑜對此表示，「我把所有話簡短還原 ，因為高雄東西賣不出，外商不來投資，人進不來，我才在高雄姐妹力挺韓國瑜之友會說，若有人到高雄投資，創造10個工作機會就可獲得他的握手、100個可抱一下，1000個可以臉頰親一下…一萬個就以身相許，晚上跟你睡覺，不要誤會這是指晚上陪你泡茶聊天。」

#### 鄭運鵬不當暗示支持者
2018年11月9日，國民黨高雄市長候選人韓國瑜8日晚在大旗山造勢，帶群眾唱軍歌「夜襲」。民進黨立委鄭運鵬在臉書貼文說，「信這一套的都去吃背景吧！」由於貼文背景為屎圖，被認為在暗示「去吃屎吧」。鄭運鵬當天在臉書「道歉」，表示因為他軍歌洗腦非常反感，為傷害「因造勢情境被領唱軍歌」的參與者道歉。

#### 可戴耳塞降低宣傳車音量影響
2018年10月29日，一名媽媽因家中小嬰兒被高雄市長候選人陳其邁競選車輛吵醒，向陳粉絲團反映，但被陳其邁的編輯人員回「若不想聽可以準備耳塞」，引發民眾於網上砲轟撻伐。10月30日，陳其邁受訪時針對此事道歉，承認小編回覆不恰當，已向該名媽媽親自道歉，雖然小編自請辭職，但自己不會接受，「團隊會站在一起面對」。2018年11月7日，一名參與陳其邁造勢大會的人士於會場戴耳塞。被社會觀察家朱學恒於電視直播中截圖，並點名回應，最後這位「耳塞勇者」表示順路前往造勢大會，但因為實在太吵選擇戴耳塞。